# プレダッピオ
プレダッピオ（伊: Predappio）は、イタリア共和国エミリア＝ロマーニャ州フォルリ＝チェゼーナ県にある、人口約6,300人の基礎自治体（コムーネ）。
20世紀の政治家でファシスト党を率いたベニート・ムッソリーニの出身地である。

## 地理

### 位置・広がり

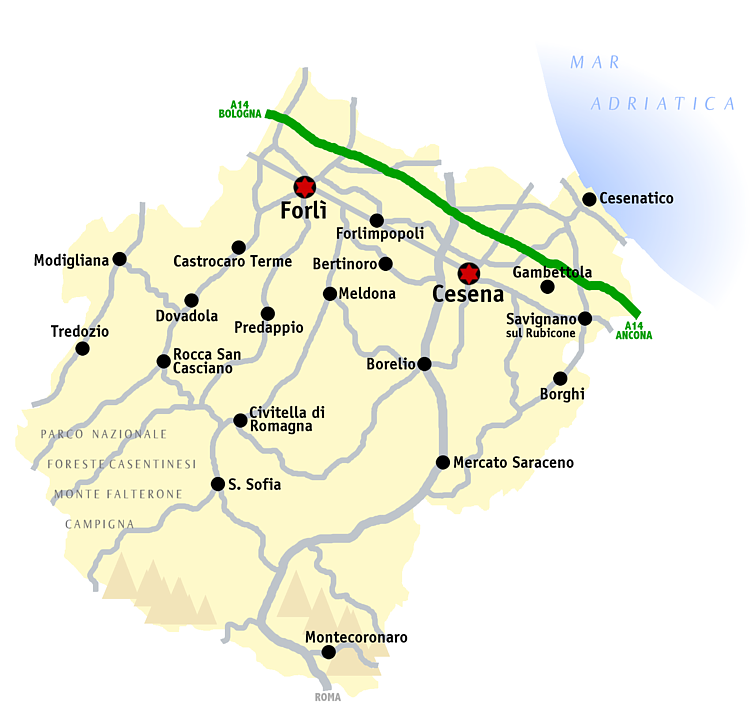
フォルリ＝チェゼーナ県概略図

#### 隣接コムーネ
隣接するコムーネは以下の通り。
- カストロカーロ・テルメ・エ・テッラ・デル・ソーレ
- チヴィテッラ・ディ・ロマーニャ
- ドヴァードラ
- フォルリ
- ガレアータ
- メルドラ
- ロッカ・サン・カシャーノ

### 気候分類・地震分類
プレダッピオにおけるイタリアの気候分類 (it) および度日は、zona E, 2322 GGである。
また、イタリアの地震リスク階級 (it) では、zona 2 (sismicità media) に分類される。

## 行政

### 分離集落
プレダッピオには以下の分離集落（フラツィオーネ）がある。
- Baccanello, Dovìa, Fiumana, Marsignano, Massera, Montemaggiore, Porcentico, Predappio Alta, San Cassiano, San Savino, Sant'Agostino, Santa Lucia, Santa Marina in Particeto, Tontola, Trivella

## 姉妹都市
- ブロイナ、ドイツ 2003年
- Kenderes、ハンガリー 2003年

## 人物

### 著名な出身者

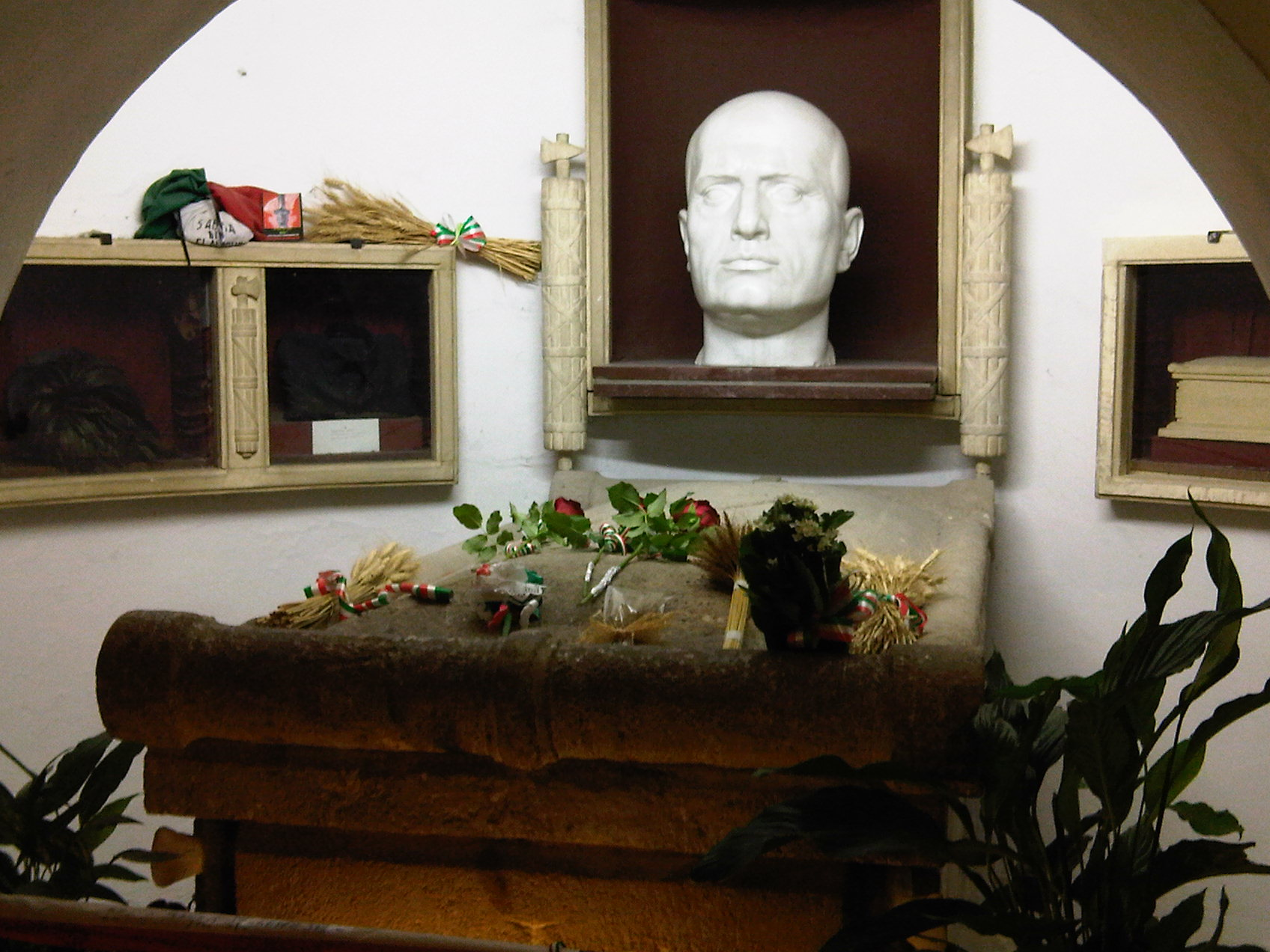
ムッソリーニの記念碑

20世紀の政治家、ファシスト党ベニート・ムッソリーニの出身地であり、改葬後の墓所と記念碑があることで知られる。ムッソリーニの記念碑にはファシズムやネオ・ファシズムなどの政治思想を支持する人々やムッソリーニを好意的な評価をする人々による巡礼や献花が絶えないが、プレダッピオの議会はファシズムに関連するお土産、記念品の販売を禁止している。